# Billy Zane
Billy Zane, all'anagrafe William George Zane (Chicago, 24 febbraio 1966), è un attore statunitense.

## Biografia

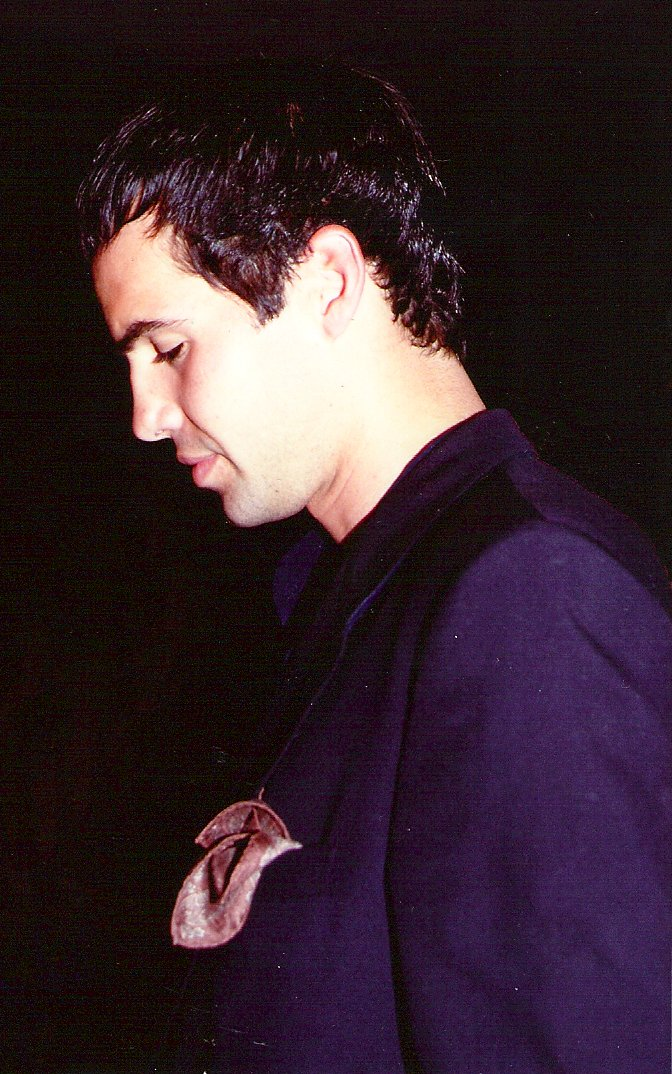
Billy Zane in un'immagine giovanile

Attore di origini greche (il suo cognome era in origine Zanetakos, che il nonno decise di cambiare nel più semplice Zane) e di confessione greco-ortodossa, è figlio di Thalia e William George Zane. Appassionato di gare automobilistiche, ha partecipato al Gumball 3000. In campo videoludico, è conosciuto per essere stato la voce del falso Ansem (in realtà l'Heartless di Xehanort) nel videogioco della Square Enix Kingdom Hearts. È anche un pittore astrattista, le cui opere sono state esposte in varie mostre.
Zane ha esordito sul grande schermo in Ritorno al futuro, dove ha interpretato il ruolo di un amico di Biff Tannen (ruolo che ha ripreso in Ritorno al futuro - Parte II). Il primo ruolo di un certo spessore è stato nel film Ore 10: calma piatta del 1989, nel quale interpretava la parte di uno psicopatico che sequestra una coppia (Nicole Kidman e Sam Neill) a bordo della loro barca. L'anno successivo ha preso parte al film Memphis Belle e nel film di Carlo Vanzina Miliardi, con Carol Alt e Jean Sorel, in cui interpretava uno dei nipoti del ricco protagonista. Nel 1992 ha lavorato in Orlando, al fianco di Tilda Swinton. Successivamente è stato protagonista del film The Phantom.
Ha raggiunto la notorietà interpretando il ricco, odioso e spietato Caledon "Cal" Hockley, il fidanzato imposto alla protagonista Rose (impersonata da Kate Winslet) nel film Titanic di James Cameron (1997), di cui è il principale antagonista. Ha partecipato alla serie televisiva Streghe nella settima stagione, nel ruolo di Drake. Ha svolto un ruolo importante nel film di Ezio Greggio Il silenzio dei prosciutti, ha preso parte al film horror Il cavaliere del male e ha inoltre recitato nella serie I segreti di Twin Peaks, ricoprendo il ruolo di John Justice Wheeler nella parte finale della seconda stagione. Nel 2008 ha partecipato alla seconda stagione della sit-com Samantha chi? nel ruolo del milionario Winston Funk. Nel 2013 ha partecipato come guest star nel videoclip di Rock n Roll della cantante canadese Avril Lavigne. Nel 2016 interpreta il ruolo di Stan Gutterie nella serie televisiva Guilt. 

## Vita privata
Zane è stato sposato con l'attrice Lisa Collins dal 1989 al 1995. È stato poi fidanzato con l'attrice cilena Leonor Varela, con la modella e attrice inglese Kelly Brook e con la modella croata Jasmina Hdagha. Tramite un amico ha infine incontrato la modella americana Candice Neil, tuttora sua compagna, che gli ha dato due figlie, Ava Catherine (2011) e Gia (2014).

## Filmografia parziale

### Attore

#### Cinema
- Ritorno al futuro (Back to the Future), regia di Robert Zemeckis (1985)
- Critters (Gli extraroditori) (Critters), regia di Stephen Herek (1986)
- Ore 10: calma piatta (Dead Calm), regia di Phillip Noyce (1989)
- Going Overboard, regia di Valerie Breiman (1989)
- Ritorno al futuro - Parte II (Back to the Future Part II), regia di Robert Zemeckis (1989)
- Megaville, regia di Peter Lehner (1990)
- Memphis Belle, regia di Michael Caton-Jones (1990)
- Miliardi, regia di Carlo Vanzina (1990)
- Orlando, regia di Sally Potter (1992)
- Posse - La leggenda di Jessie Lee (Posse), regia di Mario Van Peebles (1993)
- Tombstone, regia di George P. Cosmatos (1993)
- One Shot One Kill - A colpo sicuro (Sniper), regia di Luis Llosa (1993)
- Poetic Justice, regia di John Singleton (1993)
- Innocenza tradita (Betrayal of the Dove), regia di Strathford Hamilton (1993)
- Il silenzio dei prosciutti, regia di Ezio Greggio (1994)
- Reflections on a Crime, regia di Jon Purdy (1994)
- Incendio assassino (Flashfire), regia di Elliot Silverstein (1994)
- Only You - Amore a prima vista (Only You), regia di Norman Jewison (1994)
- Inganno fatale (The Set Up) (1995)
- Il cavaliere del male (Demon Knight), regia di Ernest R. Dickerson (1995)
- The Phantom - Il ritorno dell'uomo mascherato (The Phantom), regia di Simon Wincer (1996)
- Acque profonde (Head Above Water), regia di Jim Wilson (1996)
- Danger Zone, regia di Allan Eastman (1996)
- Titanic, regia di James Cameron (1997)
- I Woke Up Early the Day I Died, regia di Aris Iliopulos (1998)
- Delitto imperfetto (Susan's Plan), regia di John Landis (1998)
- Niente da dichiarare (Taxman), regia di Alain Zaloum (1999)
- Zoolander, regia di Ben Stiller (2001) – non accreditato
- CQ, regia di Roman Coppola (2001)
- Morgan's Ferry, regia di Sam Pillsbury (2001)
- The Believer, regia di Henry Bean (2001)
- Landspeed - Massima velocità (Landspeed), regia di Christian McIntire (2002)
- Warnings - Presagi di morte (Silent Warnings), regia di Christian McIntire (2003)
- The Kiss, regia di Gorman Bechard (2003)
- Vlad, regia di Michael D. Sellers (2003)
- Silver City, regia di John Sayles (2004)
- The Pleasure Drivers, regia di Andrzej Sekuła (2005)
- Bloodrayne, regia di Uwe Boll (2005)
- L'isola dei sopravvissuti (Three), regia di Stewart Raffill (2005)
- Kurtlar Vadisi: Irak, regia di Serdar Akar (2006)
- The Plan (The Last Drop), regia di Colin Teague (2006)
- Memory, regia di Bennett Davlin (2006)
- The Mad, regia di John Kalangis (2007)
- Fishtales, regia di Alki David (2007)
- Alien Hunt - Attacco alla Terra (Alien Agent), regia di Jesse V. Johnson (2007)
- The Man Who Came Back, regia di Glen Pitre (2008)
- Love N' Dancing, regia di Robert Iscove (2009)
- Surviving Evil, regia di Terence Daw (2009)
- To kako - Stin epohi ton iroon, regia di Yorgos Noussias (2009)
- Darfur, regia di Uwe Boll (2009)
- Magic Man, regia di Roscoe Lever (2010)
- The Confidant, regia di Alton Glass (2010)
- Enemies Among Us, regia di Dan Garcia (2010)
- Flutter, regia di Giles Borg (2011)
- Mama, I Want to Sing!, regia di Charles Randolph-Wright (2011)
- The Roommate - Il terrore ti dorme accanto (The Roommate), regia di Christian E. Christiansen (2011)
- Sniper 4 - Bersaglio mortale (Sniper: Reloaded), regia di Claudio Fäh (2011)
- Mercenaries, regia di Paris Leonti (2011)
- Il Re Scorpione 3 - La battaglia finale (The Scorpion King 3: Battle for Redemption), regia di Roel Reiné (2012)
- Two Jacks, regia di Bernard Rose (2012)
- The Mule, regia di Gabriela Tagliavini (2012)
- The Kill Hole, regia di Mischa Webley (2012)
- The Employer, regia di Frank Merle (2013)
- Blood of Redemption, regia di Giorgio Serafini (2013)
- Scorned, regia di Mark Jones (2014)
- Zoolander 2, regia di Ben Stiller (2016)
- Sniper - Nemico fantasma (Sniper: Ghost Shooter), regia di Don Michael Paul (2016)
- Sniper - Scontro totale (Sniper: Ultimate Kill), regia di Claudio Fäh (2017)
- Samson - La vera storia di Sansone (Samson), regia di Bruce Macdonald e Gabriel Sabloff (2018)
- Holmes & Watson - 2 de menti al servizio della regina (Holmes & Watson), regia di Etan Cohen (2018)
- The Great War, regia di Steven Luke (2020)
- Fantasmi di guerra (Ghosts of War), regia di Eric Bress (2020)
- Waltzing with Brando, regia di Bill Fishman (2024)

#### Televisione
- Heart of the City – serie TV, episodio 1x05 (1986)
- Giustizia violenta (Brotherhood of Justice), regia di Charles Braverman – film TV (1986)
- Matlock – serie TV, episodio 1x16 (1987)
- Crime Story – serie TV, episodio 2x13 (1988)
- La signora in giallo (Murder, She Wrote) – serie TV, episodio 4x17 (1988)
- Gli strangolatori della collina (The Case of the Hillside Stranglers) – film TV, regia di Steve Gethers (1989)
- I segreti di Twin Peaks (Twin Peaks) – serie TV, 5 episodi (1991)
- Lake Consequence - Un uomo e due donne (Lake Consequence), regia di Rafael Eisenman – film TV (1993)
- I racconti della cripta (Tales from the Crypt) – serie TV, episodi 5x08-6x16 (1993, 1995)
- Batman - Cavaliere della notte (The New Batman Adventures) – serie animata, episodio 1x10 (1998) – voce
- Cleopatra, regia di Franc Roddam – miniserie TV (1999)
- Hendrix, regia di Leon Ichaso – film TV (2000)
- L'altra dimensione (Sole Survivor), regia di Mikael Salomon – film TV (2000)
- The Diamond of Jeru, regia di Ian Barry e Dick Lowry – film TV (2001)
- Invincible, regia di Jefery Levy – film TV (2001)
- Boston Public – serie TV, 4 episodi (2001)
- Giochi rischiosi (Bet Your Life), regia di Louis Morneau – film TV (2004)
- Streghe (Charmed) – serie TV, episodi 7x14-7x15-7x16 (2005) - Drake Demon
- Blue Seduction, regia di Timothy Bond – film TV (2009)
- Samantha chi? (Samantha Who?) – serie TV, 5 episodi (2009)
- Journey to Promethea, regia di Dan Garcia – film TV (2010)
- The Deep End – serie TV, 6 episodi (2010)
- Barabba (Barabbas), regia di Roger Young – miniserie TV (2012)
- Mad Dogs – serie TV, episodi 1x01-1x02 (2015-2016)
- Community – serie TV, episodio 6x07 (2015)
- Guilt – serie TV, 10 episodi (2016)
- Legends of Tomorrow – serie TV, episodio 3x02 (2017)
- The Race - Corsa mortale (Curfew) – serie TV, 8 episodi (2019)
- The Boys – serie TV, episodi 1x05-1x06-3x02 (2019, 2022)
- True Story – miniserie TV, puntate 01-02 (2021)

### Doppiatore
- Pocahontas II - Viaggio nel nuovo mondo (Pocahontas II: Journey to a New World), regia di Tom Ellery e Bradley Raymond (1998)
- Brodi in SSX Tricky (2001)
- Ansem in Kingdom Hearts (2002)

## Doppiatori italiani
Nelle versioni in italiano delle opere in cui ha recitato, Billy Zane è stato doppiato da:
- Roberto Pedicini in Ore 10: calma piatta, Memphis Belle, Orlando, Posse - La leggenda di Jessie Lee, Acque profonde, Streghe, Il Re Scorpione 3 - La battaglia finale, Fantasmi di guerra
- Massimo De Ambrosis in Tombstone, The Believer, Warnings - Presagi di morte, The Roommate - Il terrore ti dorme accanto, Sniper 4 - Bersaglio mortale, Guilt, The Race - Corsa mortale
- Fabio Boccanera in Titanic, Zoolander, Zoolander 2, The Boys (ep. 3x02)
- Andrea Ward in The Phantom, Bloodrayne, Samson - La vera storia di Sansone
- Francesco Pannofino in Critters (Gli extraroditori), Only You - Amore a prima vista
- Francesco Prando in Lake Consequence - Un uomo e due donne, Love N' Dancing
- Massimo Rossi in Delitto imperfetto, Danger Zone
- Fabrizio Pucci in Cleopatra, Barabba
- Pasquale Anselmo in MacGruber, True Story
- Claudio Moneta in Sniper - Nemico fantasma, Sniper - Scontro totale
- Vittorio De Angelis in Ritorno al futuro - Parte II
- Luciano Marchitiello ne La signora in giallo
- Roberto Chevalier in Miliardi
- Gianni Bersanetti in One Shot One Kill - A colpo sicuro
- Gaetano Varcasia ne I segreti di Twin Peaks
- Simone Mori in Poetic Justice
- Luca Ward ne Il silenzio dei prosciutti
- Paolo Maria Scalondro ne Il cavaliere del male
- Giorgio Bonino in Inganno fatale
- Riccardo Lombardo in Running Delilah
- Enrico Di Troia in Invincible
- Fabrizio Vidale in Samantha chi?
- Antonio Sanna in Soul Survivors - Altre vite
- Mauro Gravina in Silver City
- Francesco Caruso Cardelli ne Gli strangolatori della collina
- Vittorio Guerrieri in Landspeed - Massima velocità
- Christian Iansante in Magic Man, CQ
- Danilo Di Martino in Bet Your Life
- Maurizio Romano in The Diamond of Jeru
- Roberto Draghetti ne L'isola dei sopravvissuti
- Massimiliano Lotti in Community
- Davide Marzi in Deception
- Stefano Billi in The Boys (ep. 1x05-1x06)

Da doppiatore è sostituito da:
- Francesco Prando in Pocahontas II - Viaggio nel nuovo mondo
- Claudio Moneta in Batman - Cavaliere della notte